# Byrsonima ligustrifolia
Byrsonima ligustrifolia är en tvåhjärtbladig växtart som beskrevs av Carl Friedrich Philipp von Martius. Byrsonima ligustrifolia ingår i släktet Byrsonima och familjen Malpighiaceae. Inga underarter finns listade i Catalogue of Life.